# Elliott Bennett
Elliott Bennett (* 18. Dezember 1988 in Telford) ist ein englischer Fußballspieler. Der zumeist im rechten Mittelfeld agierende antrittsschnelle Flügelspieler ist ein Ex-Akademieabsolvent der Wolverhampton Wanderers und war für Norwich City mehrere Jahre in der Premier League aktiv.

## Sportlicher Werdegang
Im Jahr 1998 entdeckten die Talentscouts der Wolverhampton Wanderers den neunjährigen Elliott Bennett während eines „Miniturniers“, bei dem die Mannschaften jeweils mit fünf Spielern antraten. Prompt trat das durch überdurchschnittliche Schnelligkeit auffallende Talent der Nachwuchsabteilung der „Wolves“ bei. Er führte eine U-12-Auswahl des Vereins als Kapitän zu einem in Japan ausgetragenen Turnier. Dazu machte er sich im Schulsport früh einen Namen, gewann mit seinem Team regelmäßig Pokale und brachte es als 200-Meter-Sprinter für die Grafschaft Shropshire zu den britischen Leichtathletik-Schulmeisterschaften.
Gemeinsam mit dem gleichaltrigen Lee Collins erhielt Bennett nach seinem Schulabschluss ein Stipendium für die Akademie der Wolves und im März 2007 unterzeichnete er hier seinen ersten Profivertrag. Zu einem Ligaeinsatz in der ersten Mannschaft sollte er jedoch anschließend nicht kommen – seine ersten beiden Pflichtpartien im August 2007 gegen Bradford City und den FC Morecambe (jeweils im Ligapokal) waren gleichzeitig seine letzten Einsätze in der ersten Mannschaft der Wolverhampton Wanderers. Stattdessen lieh ihn die Klubführung Ende Oktober 2007 an den Drittligisten Crewe Alexandra aus und verlängerte die anfänglich auf einen Monat festgelegte Frist bis zum Jahresende.
Eine sehr erfolgreiche Zeit erlebte Bennett zwischen Februar 2008 und dem Ende der Saison 2008/09 beim Viertligisten FC Bury. Dorthin hatten die Wolves den „Flügelflitzer“ zur Sammlung weiterer Spielpraxis ausgeliehen. Er war mit 46 Ligaeinsätzen und drei Toren ein wichtiger Bestandteil zum Klassenerhalt der „Shakers“ und stand besonders bei seinem Trainer Alan Knill hoch im Kurs, da er – trotz der zumeist noch altersbedingten Defizite – mit seiner Schnelligkeit ein stetiges Problem für die gegnerischen Abwehrreihen darstellte.
Am 20. August 2009 unterzeichnete Bennett, dem einige Experten „Premier-League-Potential“ zuschrieben, beim Drittligisten Brighton & Hove Albion einen Dreijahresvertrag. Mit Brighton gelang ihm in der Saison 2010/11 der Aufstieg in die Football League Championship. Bennett hatte durch seine guten Leistungen Norwich City auf sich aufmerksam gemacht und wechselte am 14. Juni 2011 zu dem Premier-League-Aufsteiger.
In seinen ersten zwei Jahren für Norwich absolvierte Bennett 55 Premier-League-Partien, bevor er sich am 17. August 2013 in der Eröffnungspartie der Saison 2013/14 gegen den FC Everton eine schwere Knieverletzung zuzog. Die anschließende Operation zwang ihn zu einer längeren Pause und erst zur letzten Partie gegen FC Arsenal (0:2) wurde er in der Spätphase für Nathan Redmond eingewechselt. Nach dem anschließenden Abstieg in die Zweitklassigkeit
fand Bennett nicht mehr dauerhaft zurück in die Mannschaft, wurde zwischenzeitlich (zwischen Oktober 2015 und Januar 2016) an die Bristol Rovers verliehen, und wechselte Anfang Januar 2016 für einen Zweieinhalbjahresvertrag in die Football League Championship zu den Blackburn Rovers.
Das Engagement dauerte letztlich bis zum Ende der Saison 2020/21 an und nach insgesamt 182 Pflichtspielen für Blackburn, inklusive eines Abstiegs im Jahr 2017 sowie eines direkten Wiederaufstiegs, heuerte er im Juni 2021 für ein weiteres Jahr beim Drittligisten Shrewsbury Town an.